# The Hump
Japanische Eroberung 1941/42

Bilin – Sittang – Pegu (Taukkyan) – Rangun – Yunnan-Burma-Straße (u.a. Tachiao – Oktwin – Toungoo – Yenangyaung – Lashio I)
1942/43

Burma-Kampagne 1942–1943

Arakan I – The Hump – Chindits
1944

Schlacht um Nordburma und West-Yunnan 1943–1945

Burma-Kampagne 1944

Arakan II – Ha-gō – Lashio II – Sangshak – Myitkyina – U-gō (Imphal – Kohima – Tennisplatz) – Mogaung – Song shan/Huitong-Brücke – Dan-gō
1944/45

Burma-Kampagne 1944–1945

Bhamo – Arakan III (Kangaw und Höhe 170 – Ramree) – Meiktila/Mandalay – Pakokku – Lashio III – Tanlwe Chaung – Operation Dracula – Sittang

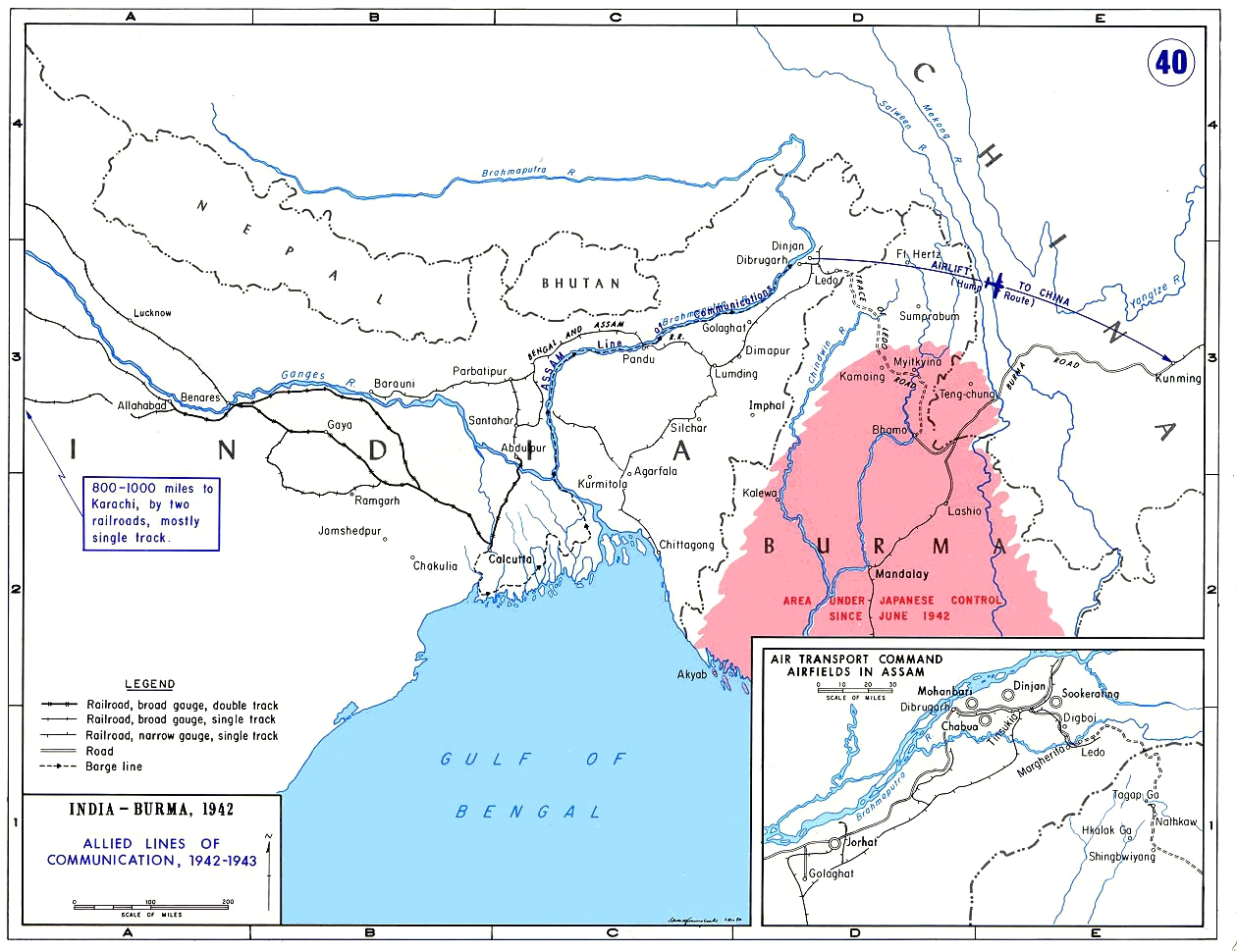
Alliiertes Streckennetz in Südostasien (1942–1943) – The Hump ist am rechten Rand

The Hump [ðɘ hɑmp] (‚Der Buckel‘) bezeichnet eine Luftbrücke zwischen Indien und China, die unter dem Namen China-India Ferry im Zweiten Weltkrieg ab 1942 von der US-amerikanischen Luftwaffe eingerichtet wurde. Die Luftbrücke führte über mehrere dem Himalaya zuzurechnende Gebirgszüge mit einer Höhe von bis zu 4900 Metern. Sie wurde  im Zusammenhang mit dem Rückzug der Briten aus Burma (Myanmar)  und der darauf folgenden Besetzung Burmas durch Japan eingerichtet. 42 Monate lang war diese US-amerikanische Luftbrücke der einzige nicht von Japan kontrollierbare Weg von den USA nach China. Die Luftbrücke diente der Versorgung der nationalchinesischen Truppen Chiang Kai-sheks, die nicht nur die japanische Kaiserliche Invasionsarmee in China, sondern in einem Bürgerkrieg auch die chinesische Volksarmee Mao Zedongs bekämpften. Über die Luftbrücke versorgt wurde auch ein in China stationiertes US-amerikanisches Freiwilligen-Fliegerkorps, die sog. Flying Tigers von General Chennault, die Chiang Kai-shek im Auftrag der US-Regierung in seinem Kampf gegen die japanischen Invasionstruppen unterstützten.
Oberbefehlshaber der Luftbrücke war US-General Joseph Stilwell, der von 1942 bis 1945 in Personalunion darüber hinaus auch der Oberkommandierende der US-amerikanischen Truppen in Indien, Burma (Myanmar) und China sowie Chef des Lend-and-Lease-Programms und Stabschef der nationalchinesischen Truppen mit Hauptquartier in Kunming war.
Die Operation wurde anfänglich von der US-amerikanischen 10. Air Force durchgeführt und später vom Air Transport Command (ATC) der US-Luftwaffe USAAF.
Das  englische Wort „The Hump“ bedeutet wörtlich „Der Buckel“ oder „Der Höcker“. In dem Begriff  „over the hump“ bedeutet es nicht nur wörtlich „über den Buckel“, sondern auch im übertragenen Sinne „Über-den-Berg-sein“. Dies bezieht sich darauf, dass die Flugroute über „The Hump“ überaus risikoreich war – man flog mit untermotorisierten, randvoll beladenen Maschinen aus der weiten Ebene des Brahmaputra-Tals zuerst über Gebirgsausläufer des Himalaya, um dann  über bis zu 4900 Meter hohe Gebirgsketten zu setzen, wo schlechte Funkverbindungen, schwere tropische Turbulenzen, schlechtes Wetter und Angriffe der in Burma stationierten japanischen Luftwaffe der Regelfall waren.
Der Betrieb der Luftbrücke über „The Hump“  wurde im Mai 1942 mit 27 Flugzeugen und 1100 Mann aufgenommen und anfangs eher improvisiert als eingerichtet.  Die japanische Armee hatte durch ihren Siegeszug von Singapur aus in den Norden durch Malaysia und Burma bis an die indische Grenze die „Burma Road“, eine 1130 km lange Verbindung, die  von der Hafenstadt Rangun über Lashio in Birma durch das gebirgige Westchina nach Kunming in China führt, abgeschnitten, so dass die einzig mögliche Route von den USA aus nach China oder von China aus in den Westen – durch nicht von Japan kontrolliertes Gebiet – zu gelangen, der von Assam/Indien ausgehende Luftweg „The Hump“ war.
Über diese erste Luftbrücke in der Geschichte der Luftfahrt wurden amerikanische Hilfslieferungen, sog. Lend-and-Lease-Lieferungen, mit einer Gesamttonnage von ca. 650.000 Tonnen transportiert. Die Lieferungen nahmen nach der Besetzung Ranguns durch das Japanische Kaiserreich den Seeweg von der amerikanischen Ostküste über den Atlantik am Kap der Guten Hoffnung und Afrika vorbei, weiter über den Indischen Ozean nach Karachi, damals noch Teil des Britischen Empire. Von Karachi im heutigen Pakistan wurden die Lieferungen per Bahn quer durch den indischen Subkontinent bis zum Endpunkt der Bahnlinie in Ledo in Assam transportiert, wo sie schließlich in die Flugzeuge der Luftbrücke verladen wurden, um nach Kunming in China geflogen zu werden.
Die Transportflugzeuge flogen rund um die Uhr von einem der dreizehn am Ufer der Brahmaputra im nordöstlichen Indien gelegenen Flugplätze 800 Kilometer weit zu einem von sechs chinesischen Landeplätzen und hatten auf diesem Weg Gebirge mit einer Höhe von bis zu 4900 Metern zu überqueren. Es wurden bis zu drei Einsätze pro Tag geflogen. Aufgrund der isolierten Lage Nordostindiens war die Versorgung mit Ersatzteilen und Nachschub sowie mit Treibstoff für die Flugzeuge dauerhaft erschwert, sodass regelmäßig Bergungstrupps zu den Ausläufern des Himalaya geschickt wurden, um aus den Wracks dort zerschellter Flugzeuge Ersatzteile zu bergen, die zur Instandhaltung der restlichen Maschinen gebraucht wurden.
Sämtliche Flüge wurden zunächst auf einem schmalen Korridor von 50 Meilen Breite und einer Höhe von 10–20.000 Fuß abgewickelt, gegen Kriegsende auf einer Breite von 200 Meilen und 10.000–25.000 Fuß Höhe, angesichts der schwindenden japanischen Bedrohung nun auch mehr im Süden mit niedrigeren Bergzügen. Diesen Korridor beflogen täglich im Schnitt 650 Flugzeuge mit einem durchschnittlichen Abstand von zweieinhalb Minuten.
594 Flugzeuge gingen in den 42 Monaten verloren und 1659 Personen wurden getötet oder gelten als vermisst.
Die Luftbrücke verlor an Bedeutung, nachdem die  „Ledo Road“ (später „Stilwell-Road“) im Jahre 1945 fertiggestellt worden war. Diese unter größten Anstrengungen und Entbehrungen gebaute, von General Joseph Stilwell veranlasste Versorgungsstraße führte vom Eisenbahnendpunkt in Ledo (im indischen Assam) nach Bhamo in Burma und weiter nach Kunming in Yünnan/Westchina.  Ab Februar 1945 konnte die Versorgung der anti-japanischen Kräfte in China auf dem Landwege über die 1736 km lange Verbindung von Ledo nach Kunming erfolgen. Die Versorgung über die gefahrvolle Luftbrücke verlor zunehmend an Bedeutung. Am 31. Juli 1945 bestand die Luftbrücke aus 640 Flugzeugen und 34.000 Mann.  Der letzte Flug erfolgte im November 1945.
Die Luftbrücke wurde maßgeblich von William H. Tunner organisiert, der in den Jahren 1948 und 1949 wesentlich zum Funktionieren der Berliner Luftbrücke beitrug.